# Hélène Miropolsky
Hélène Miropolsky (en russe : Елена Миропольская, Yelena Miropolskaya), née le 14 octobre 1886 dans le 14e arrondissement de Paris et morte le 26 avril 1976 dans le 16e arrondissement de Paris, est une avocate française d'origine russe. Elle est la cinquième femme à prêter serment au barreau de Paris en 1907 et la première à plaider à la cour d'assises de Paris en 1908, après Marguerite Dilhan, qui a plaidé à la cour d'assises de Toulouse en 1903. 
Elle épouse son confrère, l'avocat Gaston Strauss, en juillet 1913 et le couple a une fille, Anne-Marie en 1914, avant de divorcer en juillet 1926. Durant leur mariage, elle est parfois appelée Hélène Miropolsky-Strauss.

## Biographie

### Famille
La famille Miropolsky est originaire de l'Empire russe. Georges Mïropolsky, né le 7 octobre 1857 à Bielaya-Czerkow (aujourd'hui Bila Tserkva en Ukraine), et son épouse polonaise Sophie-Louise de Korab-Brozozwski, née 18 avril 1856 à Antonowka, demeurent à Paris dans les années 1880. Du couple naît une première fille, Marie-Louise, le 27 février 1884 dans le 13e arrondissement de Paris, puis une seconde, Hélène-Julia, le 14 octobre 1886 dans le 14e arrondissement de Paris. La famille est naturalisée française par le décret présidentiel no 37 518, du 8 décembre 1891.
En 1894, le docteur Miropolsky est président de la Société vélocipédique parisienne. En 1895, le couple de médecins vit encore au no 133, rue de la Glacière, dans le 13e arrondissement de Paris,. Sophie-Louise de Korab-Brozozwski meurt le 23 janvier 1911 à leur domicile, le no 60, rue Ordener, et est incinérée le 26 janvier. Le 28 décembre 1915, Le Journal annonce la mort de Georges Miropolsky,.

### Jeunesse et études
Hélène Miropolsky passe son enfance à Paris et est élève au collège Sévigné. Elle est admise en 1903 au baccalauréat de rhétorique et à la Sorbonne en 1904 avec huit autres bachelières. 
En février 1906, alors étudiante en droit, Miropolsky fait une conférence saluée, à l'Amicale Causerie des étudiants, pour montrer que « la femme russe vit, pense et agit en égale de l'homme, avec la même liberté et la même indépendance. »
Le 16 août 1907, sa sœur Marie, étudiante en médecine, est victime d'une tentative de viol par un cycliste à la lisière d'un bois près de Vaumoise, où elle est en villégiature. Le cycliste la menace de mort si elle continue de hurler. Ses cris alertent un passant, l'abbé Nicolas, mettant en fuite l'agresseur,.

### Carrière d'avocate
Me Miropolsky prête serment au barreau de Paris le 22 novembre 1907 à dix-neuf ans, confiant à la presse que c'est un « rêve longtemps chéri », voulant sauver « la veuve et l'orphelin ». Elle est consciente du scepticisme des hommes sur les capacités d'un femme à être avocate, mais elle estime que celles victimes ou coupables se confient plus facilement aux personnes du même genre. Le lendemain, elle plaide pour la première fois, défendant une femme ayant volé dans un grand magasin. Faisant valoir que l'étalage de luxe est une « terrible séduction » pour les plus pauvres, l'accusée est condamnée à un mois de prison. 

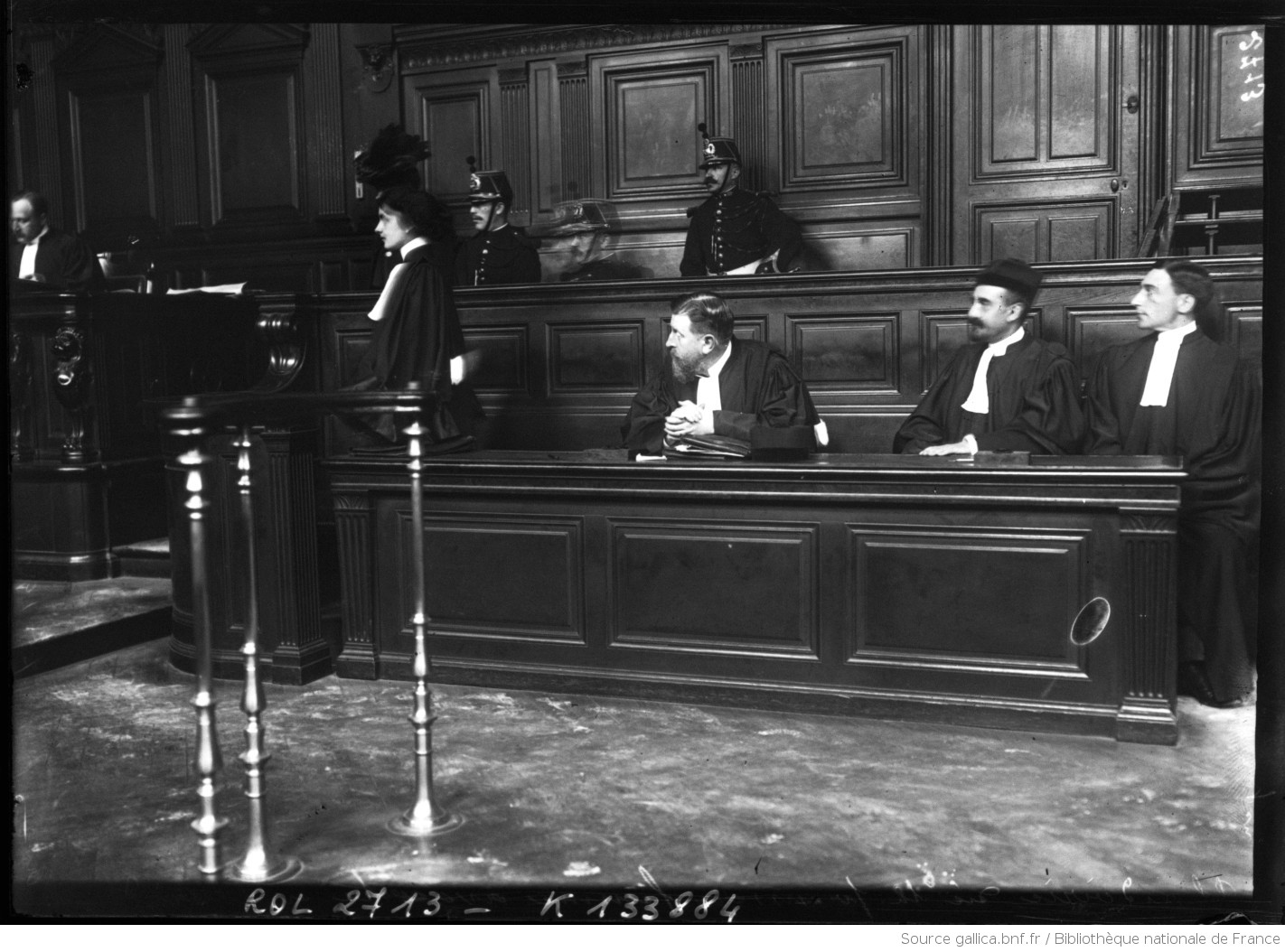
Hélène Miropolsky plaidant la Cour d'assises de Paris, septembre 1908.

Elle devient la première femme ayant plaidé à la cour d'assises de Paris, le 25 septembre 1908. Elle est chargée de défendre Hélène Jean, accusée d'avoir tué son enfant d'un an car elle était trop pauvre. Miropolsky obtient l'acquittement de sa cliente. 
Me Miropolsky est la vice-présidente de la Fédération nationale des avocates dès sa fondation en 1912.
Le 18 novembre 1931, elle plaide à la première chambre du Palais de justice de Paris contre l'entreprise Comptoir central de France.

### Mort
Selon l'acte de décès, Hélène Miropolsky meurt sans profession le 25 avril 1976, à son domicile du no 34, rue des Vignes, dans le 16e arrondissement de Paris.

## Vie privée

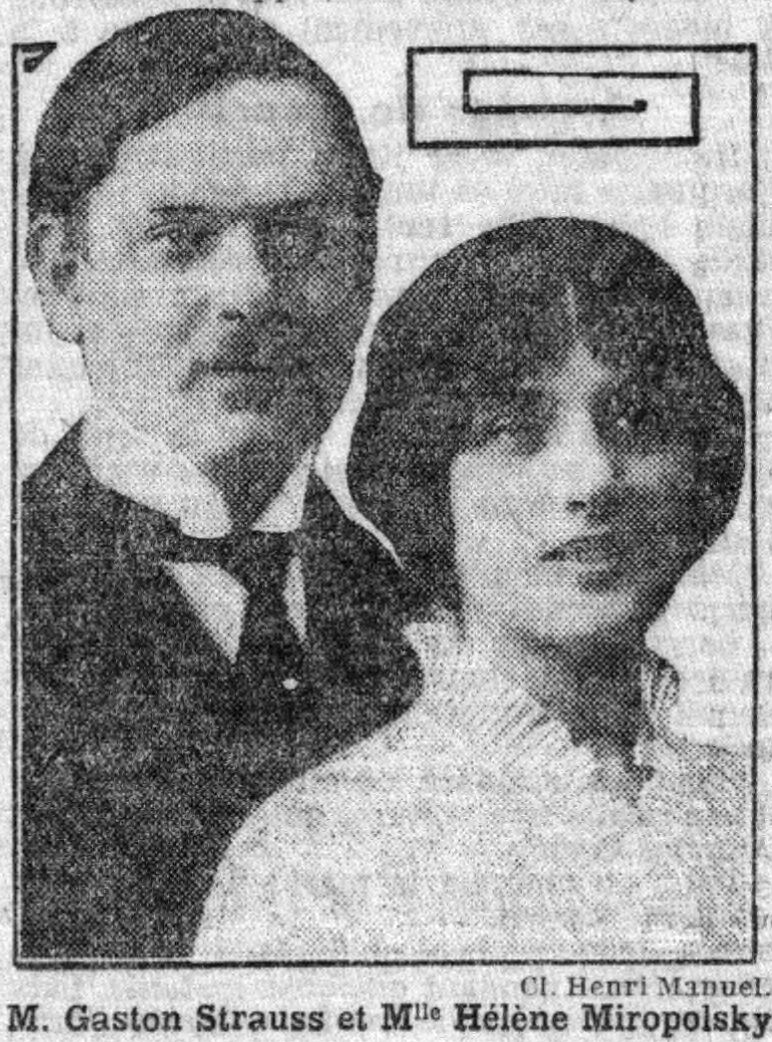
Gaston Strauss et Hélène Miropolsky pour leur mariage.

Hélène Miropolsky et son collègue l'avocat Gaston Simon Strauss, ancien chef adjoint du cabinet d'avocats de Joseph Paul-Boncour, annoncent leurs fiançailles le 11 juillet 1913, ce qui provoque une grande liesse dans le milieu de la justice parisienne. Le premier mariage entre deux avocats en France, discret en raison d'un deuil récent, a lieu le 22 juillet dans la mairie du 16e arrondissement de Paris. Les témoins du marié sont Joseph Paul-Boncour et l'ancien bâtonnier de l'ordre des avocats de Paris Raoul Rousset ; pour la mariée, le bâtonnier Me Henri-Robert et l'astronome Camille Flammarion.
Le Figaro du 5 mai 1914 annonce que le couple a une fille, Anne-Marie Georgette Françoise Strauss, née le 2 mai 1914 dans le 16e arrondissement de Paris et morte le 30 juin 1994 à Saint-Germain-en-Laye.
Le 17 juillet 1926, la première chambre du tribunal de Paris prononce le divorce entre Hélène Miropolsky et Gaston Strauss. Gaston Strauss, né le 22 janvier 1882 à Paris, est mobilisé durant la Seconde Guerre mondiale et meurt en déportation le 28 septembre 1942 à Auschwitz.

## Opinions sur la condition féminine

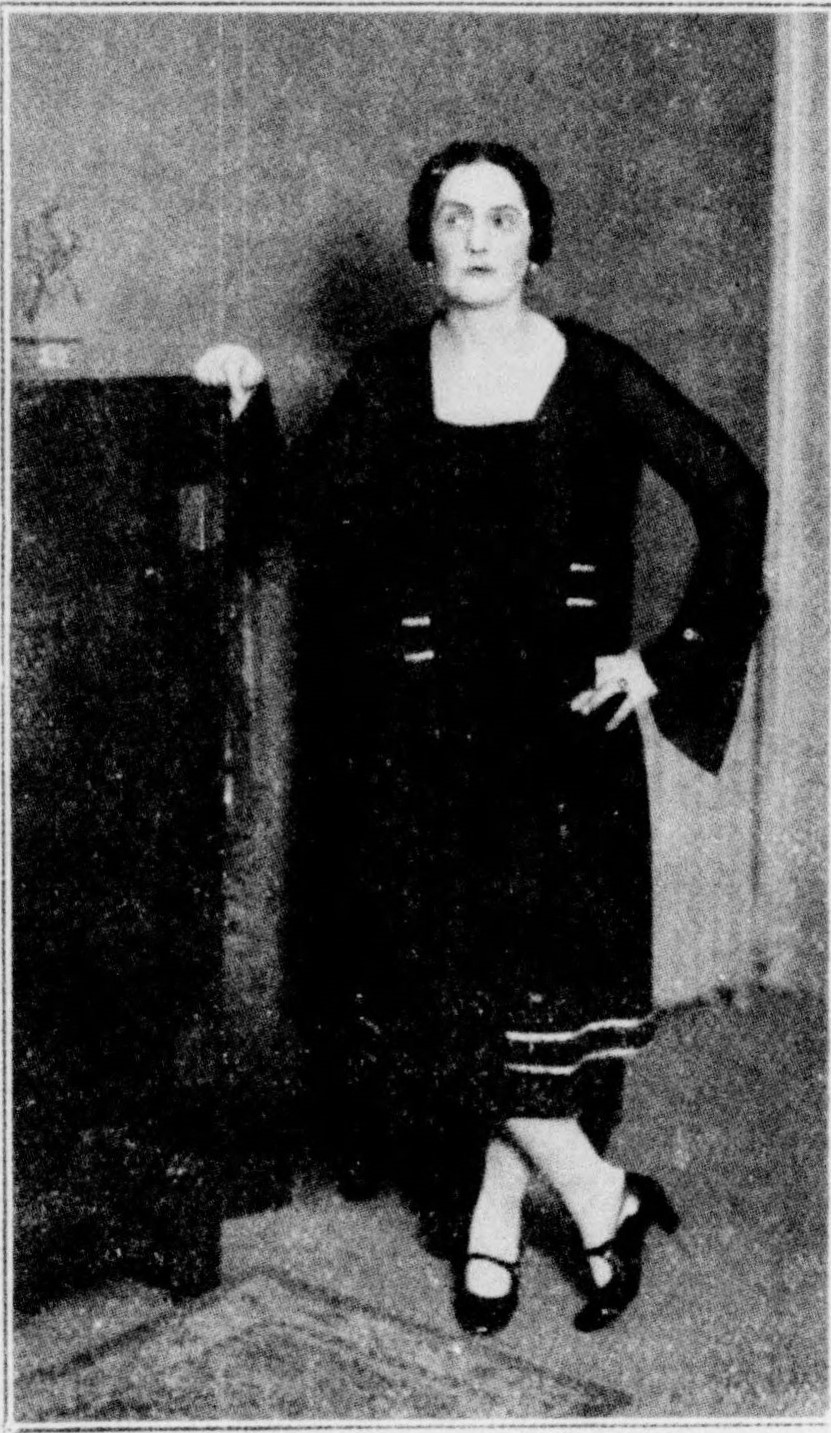
Hélène Miropolsky en mars 1927.

### Mariage
En février 1908, les avocats de la Cour d'appel de Paris doivent se prononcer sur la question : « Si un mari refuse à sa femme le droit d'exercer la profession d'avocat, la femme peut-elle s'y faire habiliter par justice ? » Plusieurs avocats ont soutenu l'affirmative ; mais la vision négative soutenue par Me Miropolsky, soucieuse du Code civil et la « stabilité des foyers », a été adoptée,.
Dans le magazine Femina en 1912, tout en étant consciente de l'esprit d'indépendance des jeunes filles et des femmes de son temps, Miropolsky considère que « malgré les critiques et les paradoxes, le mariage demeure toujours le but, la vraie carrière de la jeune fille. » Elle se nuance en disant que les jeunes filles « ne le conçoi[ven]t plus comme exclusif du développement de [leurs] personnalité[s]. »

### Autres engagements
L'avocate s'est engagée pour le droit des femmes à être jurées d'assises dès 1909.
Elle rejoint officiellement la cause féministe en 1914 et participe au mouvement suffragiste dès 1918. Me Miropolsky entretient une correspondance avec Marguerite Durand, directrice de La Fronde.
Le Parthénon du 1er février 1933 la cite parmi les collaborateurs du magazine d'avant la Première Guerre mondiale.